# Unikowice
Unikowice (deutsch Heinzendorf) ist eine Ortschaft der Gemeinde Paczków in Polen. Sie liegt im Powiat Nyski in der Woiwodschaft Opole.

## Geographie

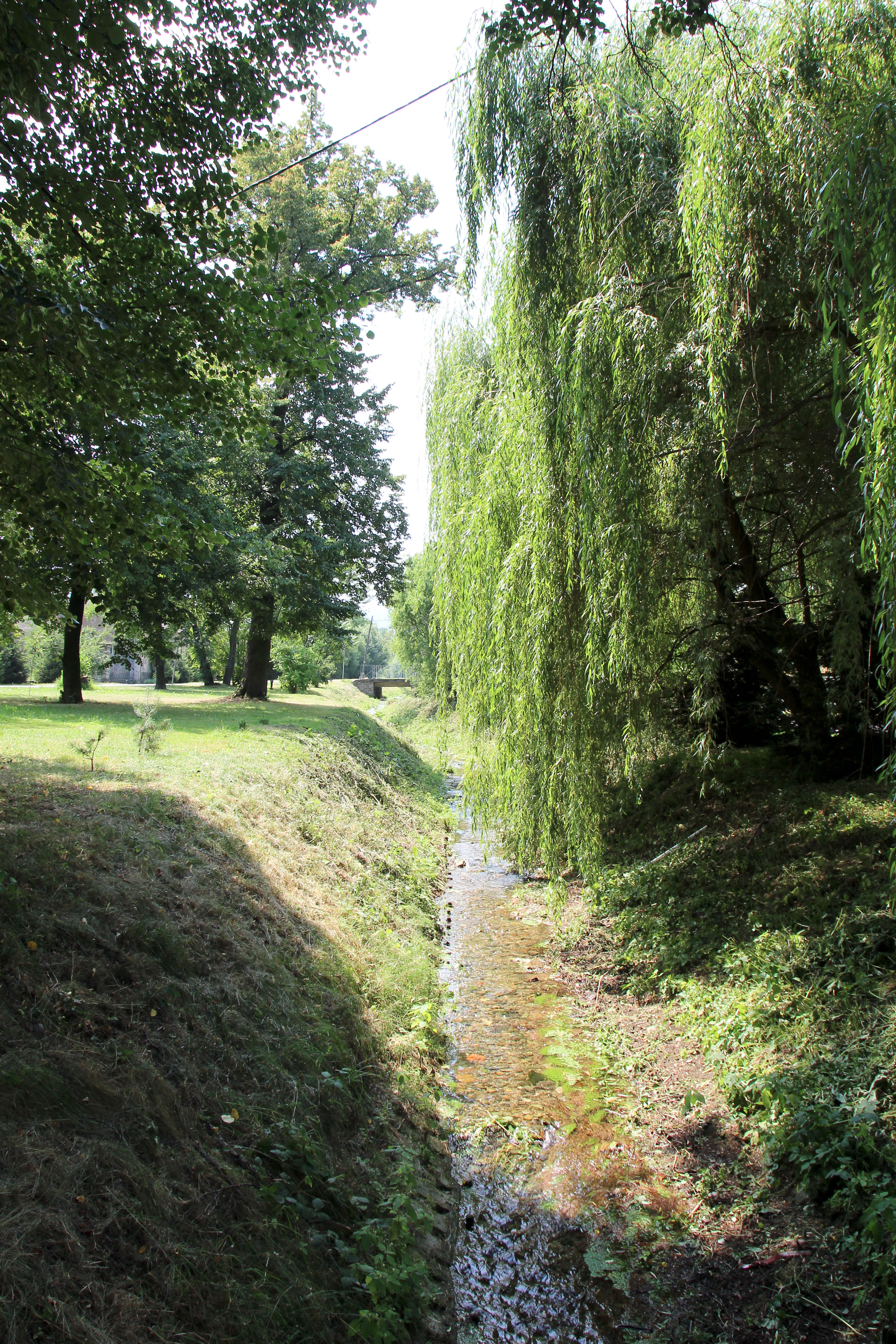
Die Tarnawka in Unikowice

### Geographische Lage
Das Waldhufendorf Unikowice in fränkischer Siedlungsform liegt im Südwesten der historischen Region Oberschlesien am Nordrand des Reichensteiner Gebirges (Góry Złote / Rychlebské hory). Der Ort liegt etwa zwei Kilometer südöstlich des Gemeindesitzes Paczków, etwa 26 Kilometer südwestlich der Kreisstadt Nysa und etwa 80 Kilometer südwestlich der Woiwodschaftshauptstadt Opole.
Unikowice liegt in der Przedgórze Sudeckie (Sudetenvorgebirge) innerhalb der Obniżenie Otmuchowskie (Ottmachauer Senke) hin zum Przedgórze Paczkowskie (Patschkauer Vorgebirge). Die Siedler legten ihre Hufen entlang des Flüsschens Tarnau an, das aus dem nahen Reichensteiner Gebirge kommt und bei Stary Paczków in die Nysa Kłodzka fließt.

### Nachbarorte
Nachbarorte sind im Nordwesten der Gemeindesitz Paczków (Patschkau), im Nordosten Stary Paczków (Alt Patschkau), im Südosten Ujeździec (Geseß), im Osten Trzeboszowice (Schwammelwitz), im Südosten Lisie Kąty (Fuchswinkel) sowie im Südwesten Gościce (Gostitz).

## Geschichte

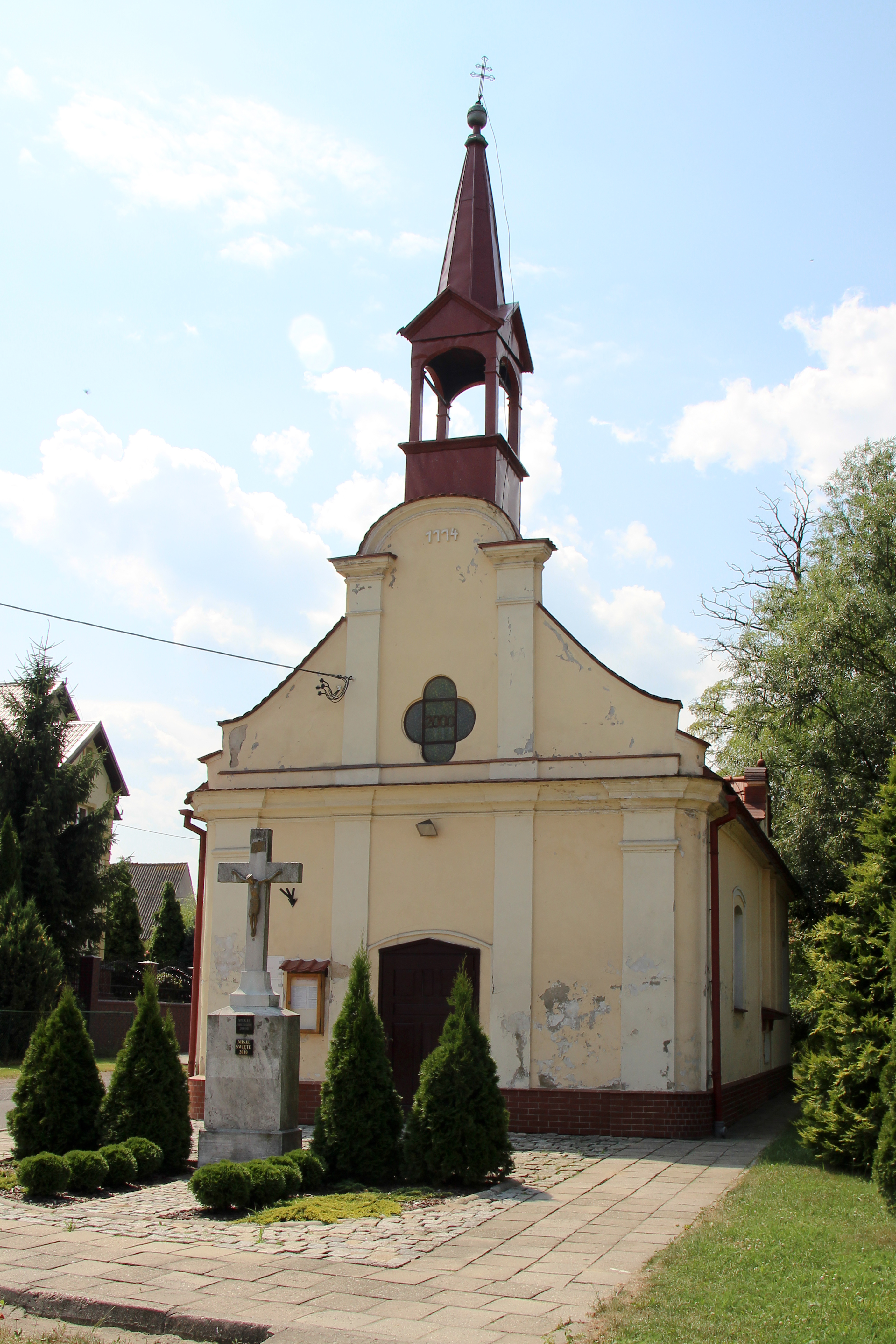
Kapelle zur Heiligen Dreifaltigkeit

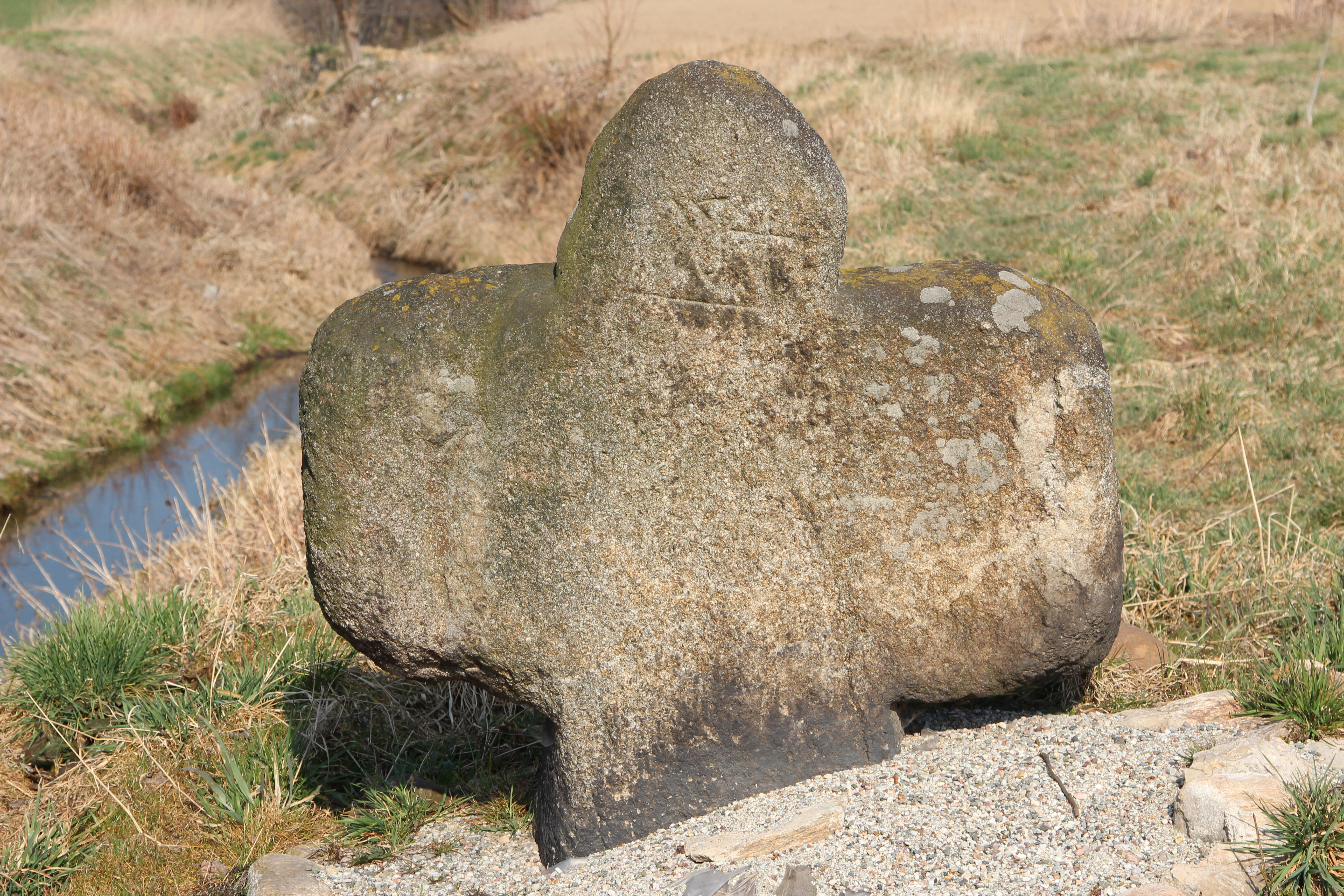
Sühnekreuz

Vermutlich wurde Heinzendorf bereits zusammen mit Patschkau um 1254 gegründet. Es diente wie viele andere Dörfer rund um Patschkau zur Erschließung des Neisser Bistumslandes. Seine erste urkundliche Erwähnung findet der Ort 1291 als Henrici villa. 1366 wurde der Ort als Hennczindorf erwähnt.
Nach dem Ersten Schlesischen Krieg 1742 gelangte Heinzendorf mit dem größten Teil Schlesiens an Preußen. Die Bevölkerung war, wie allgemein im Neisse-Ottmachauer Bistumsland, katholisch geprägt. Das Dorf gehörte seit dem Mittelalter zur Pfarrei der nahe gelegenen Kolonistenstadt Patschkau (Paczków). Deswegen besitzt der Ort seit 1774 nur eine kleine Dreifaltigkeitskapelle. Evangelische Christen gehörten zur protestantischen Pfarrei Patschkau. Ein Schulmeisterhaus wird 1784 erwähnt. 
Nach der Säkularisation des Fürstentums Neisse 1810 wurde die weltliche Herrschaft der Breslauer Bischöfe beendet. Mit der Neugliederung Schlesiens 1813 wurde Heinzendorf, das bis dahin zum Regierungsbezirk Breslau gehörte, dem oberschlesischen Regierungsbezirk Oppeln eingegliedert. Ab 1816 gehörte es zum neu errichteten Landkreis Neisse, mit dem es bis 1945 verbunden blieb. 1845 bestanden im Dorf eine katholische Schule, eine Kapelle sowie 54 weitere Häuser. Im gleichen Jahr lebten in Heinzendorf 398 Menschen, davon drei evangelisch. 1855 lebten 418 Menschen in Heinzendorf. 1865 bestanden im Ort eine Scholtisei, eine 15 Bauern-, 13 Gärtnerstellen und 14 Häuslerstellen sowie eine Gastwirtschaft und zwei Wassermühlen. 1874 wurde der Amtsbezirk Patschkau gegründet, welcher die aus den Landgemeinden Fuchswinkel, Gostitz, Heinzendorf, Kamitz und Kosel und die Gutsbezirke Fuchswinkel, Gostitz, Kamitz und Kosel bestand. 1885 zählte Heinzendorf 351 Einwohner.
Im Jahre 1925 besuchten 40 Kinder die einklassige Schule. 1933 lebten in Heinzendorf 303 Menschen. 1937 gab es im Ort zwei Schmieden, eine Tischlerei, eine Stellmacherei, zwei Mühlen, zwei Schneidereien und eine Gärtnerei. 1939 zählte Heinzendorf 308 Menschen.
Als Folge des Zweiten Weltkriegs fiel Heinzendorf 1945 an Polen, wurde in Unikowice umbenannt und der Woiwodschaft Schlesien angeschlossen. Die deutsche Bevölkerung wurde vertrieben. 1950 wurde es in die Woiwodschaft Oppeln eingegliedert. 1999 kam es zum wiederbegründeten Powiat Nyski. 

### Einwohnerentwicklung
- 1784: 333 Einwohner, 46 Stellen
- 1845: 398 Einwohner, 54 Häuser
- 1895: 332 Einwohner, 48 Häuser, 73 Haushalte
- 1939: 323 Einwohner, 73 Haushalte;[9]

## Sehenswürdigkeiten
- Die römisch-katholische Dreifaltigkeitskapelle (poln. Kaplica św. Trójcy) wurde 1774 im barocken Stil erbaut. Das Gebäude wurde 1966 unter Denkmalschutz gestellt.[10]
- Einstöckige Villa im neobarocken Stil
- Steinernes Wegekreuz
- Sühnekreuz